# A holló (képregény)
A Holló, eredeti címén The Crow egy sötét hangulatú képregénysorozat, melyet James O'Barr alkotott meg. A sorozat eredeti első négy száma a Caliber Comics kiadásában jelent meg 1989-ben. O’Barr azért kezdte el írni a történetet, hogy így próbálja meg feldolgozni barátnője halálát, melyet egy ittas autóvezető okozott. A képregényből 1994-ben azonos címen filmadaptáció készült, melyet újabb filmek és egy televíziós sorozat követett. A képregény főszereplője a gót-szubkultúra kultuszfigurája lett, elsősorban a sikeres filmadaptáció után.

## Cselekmény
|  | Alább a cselekmény részletei következnek! |

A főszereplőt, Ericet és menyasszonyát, Shellyt egy kábítószeres banda, a Top Dollar támadja meg, mikor kocsijuk lerobban. Ericet fejbe lövik, aki ugyan életben marad, de mozdulni sem tud és kénytelen végignézni, ahogy Shellyt összeverik és megerőszakolják. A lány a helyszínen belehal a sérülésekbe, Ericet pedig kórházba szállítják, ahol sebészek küzdenek az életéért. Ekkor jön el hozzá a holló és meggyőzi róla: engedje el az életét, mivel csak akkor tud segíteni neki, hogy bosszút állhasson a támadóin. Egy évvel Eric halála után a holló felkeresi a sírját és feléleszti Ericet, aki megkezdi bosszúhadjáratát gyilkosai ellen, és módszeresen kivégzi őket. Mikor nem vadászik, Shellyvel közös, egykori házukban saját emlékeibe zárkózik. Lelki fájdalmát öncsonkítással is megpróbálja elnyomni, de hiába, mivel nem képes testi fájdalmat érezni és sérülései is azonnal begyógyulnak.
|  | Itt a vége a cselekmény részletezésének! |

## Magyarul
- A holló. S szólt a holló...; David Bischoff regénye, James O’Barr karakterei alapján, ford. Szántai Zsolt, Sántha Dávid; Beneficium, Bp., 1998
- James O’Barr: A holló, ford. Juhász Viktor; GABO, 2023